# 되세브르주의 캉통
프랑스 되세브르주에는 총 17개의 캉통이 속해 있다. 2015년 3월 행정구역 총개편으로 인해 현재는 다음과 같이 설치되어 있다.
- 오티즈에그레
- 브레쉬르
- 셀쉬르벨
- 세리제
- 프롱트네로앙로앙
- 라가틴
- 몰레옹
- 멜
- 미뇽에부톤
- 니오르 1
- 니오르 2
- 니오르 3
- 파르트네
- 라플렌니오르테즈
- 생멕상레콜
- 투아르
- 르발드투에